# Rafael Nassif
Rafael Nassif (Juiz de Fora, 19 de julho de 1984) é um compositor brasileiro radicado na Europa, também atuante como pianista, performer, curador e produtor de concertos e discos de música contemporânea, empreendedor cultural, editor e professor de ioga tibetana e meditação.

## Vida e Carreira
O trabalho composicional de Nassif foca elementos tímbricos e espaciais.
“Em cada música que faço tento descobrir um novo mundo sonoro [...]"— Nassif em entrevista de 2014 com Mariana Peixoto, Jornal Estado de Minas
Sua produção tem sido apresentada em espaços de tradição e alternativos e em cooperação com outras artes. Realizou seu primeiro concerto com obras próprias em 1999, aos quinze anos de idade. O seu portrait-CD musica d’incanto foi lançado em 2013. Recebeu em 2008 o primeiro prêmio Tinta Fresca de composição orquestral da Filarmônica de Minas Gerais. Recebeu diversos outros prêmios pelo seu trabalho como o Kunstpreis de Berlim (AdK) em 2015 e o Irino Prize de Tóquio em 2011 e 2015.
A partir do ano de 2007, suas obras como os olhos são a luz do corpo para três coros e trombones revelam interesse na relação entre espacialidade e forma musical. A mesma foi laureada em Nova Iorque com o principal prêmio do BMI de 2009. O último compositor brasileiro a receber o prêmio anteriormente foi Marlos Nobre no ano de 1961. A obra recebeu sua estreia norte-americana já no ano seguinte pelo grupo vocal The New York Virtuoso Singers. A partir de 2009 começou a se interessar por afinação justa em suas composições, como em esboço de pavana, estreada em Stuttgart em 2010.
Participou de diversos festivais de música contemporânea no Brasil e no exterior, o primeiro deles na Letônia em 2004, aos 20 anos de idade. No ano seguinte fez a sua estreia na Bienal de Música Contemporânea (Rio de Janeiro) e, em 2007, a sua primeira participação no Ostrava Days (República Tcheca) onde estudou com Saariaho, Christian Wolff e Alvin Lucier. Voltou à Bienal em 2011 com uma obra coral premiada no concurso realizado pela mesma. No mesmo ano recebeu o Prêmio Camargo Guarnieri de composição do Festival Internacional de Campos do Jordão com o seu trio caminho a desvelar tocado pela Camerata Aberta.
Nassif passou grande parte da sua infância escutando músicas do acervo de discos do seu pai. Ainda adolescente, recebeu apoio e orientação de vários compositores como Almeida Prado e Marlos Nobre, e atuou com o pianista Eduardo Tagliatti (1982-2010), um prodígio que foi grande divulgador da música contemporânea nacional.
No início de sua formação, estudou interpretação, análise, piano, música de câmara, composição e música eletrônica com vários mestres, dentre eles o professor da Universidade Federal de Juiz de Fora André Pires, Berenice Menegale, Edgard Alandia e Flô Menezes. O seu interesse pelo fenômeno do funk carioca e música eletrônica dançante o levou a realizar um trabalho de pesquisa científica.
Estudou composição na UFMG e na Escola Superior de Música e Artes Performáticas de Stuttgart (títulos de mestrado, em 2012, sob orientação de Caspar Johannes Walter, e título de Konzertexamen, 2014, sob orientação de Marco Stroppa). Na UFMG estudou com todos os professores de composição e sonologia, dentre eles Oiliam Lanna e Sérgio Freire, e foi compositor residente do coro de câmara. Realizou intercâmbio na UFBA em 2006. Na HDMK de Stuttgart estudou também sonologia, música clássica árabe, piano e regência contemporânea.
O contato com o músico e professor brasileiro Ilan Sebastian Grabe, discípulo de Celibidache, também foi decisivo na formação musical de Nassif, com quem se aprofundou na temática da escuta musical através de suas sessões de Técnica de Alexander.

“Uma escuta sem preconceitos é importante em um mundo conturbado, de posições polarizadas, sem diálogo e em que se ouve pouco.”— Nassif em entrevista com Walter Sebastião (Jornal Estado de Minas, 31 de Julho de 2016 )

## Trajetória como intérprete, curador, colaborações diversas
Além do seu foco principal como compositor, estreou como intérprete no Brasil obras para piano de compositores de relevância na música contemporânea internacional como Alvin Lucier, Michael Maierhof e Caspar Johannes Walter, com os quais estudou durante a sua formação. Apresentou com freqüência obras de compositores nacionais como Ressonâncias (1983) de Marisa Rezende.
Os concertos (e discos) concebidos por Nassif buscam apresentar o concerto como obra, experimentando criativamente com a relação das diferentes peças e a sua forma de apresentação, como no recital “ritmos do som e do silêncio” (Belo Horizonte, 7 de agosto de 2014).
Sobre o concerto que concebeu em Campinas (10 de setembro de 2016), Nassif disse:
“...organizei a sequência de peças de um modo minucioso para moldar uma forma específica: a segunda parte do programa, embora contenha obras diferentes, é concebida como uma variação (no sentido composicional) da primeira.”— Nassif em entrevista com a CPFL Cultura.
Realizou ainda concertos didáticos incluindo repertório contemporâneo em várias cidades do interior do Brasil. Nassif é, sobretudo, conhecido como organizador e curador da série de concertos de música contemporânea “eu gostaria de ouvir” (2008-2012) que em quatro edições encomendou e estreou diversas obras de compositores nacionais e estrangeiros na cidade de Belo Horizonte.
Nassif demonstrou desde cedo interesse por artes em geral e considera o contexto cultural de Cataguases, cidade onde cresceu, como significativos na sua formação:

“...para mim foi muito especial, por exemplo, ter morado em um prédio modernista. Eu brincava no coreto abstrato da praça Rui Barbosa [...] sempre tive muito interesse por literatura e artes em geral. Quando era adolescente procurei o Ronaldo Werneck, tive acesso à Revista Verde [...] de alguma forma isso influenciou meu trabalho como músico.”— Nassif em entrevista de 2012 citado por Inácio Manoel Neves Frade da Cruz em "Modernidade e Homens de Cultura: Vocação Cultural, Religiosidade e Outras Ambiguidades no Município de Cataguases - MG".
Dentre outros, Nassif criou duas versões de música para um dos primeiros filmes abstratos ainda existente, “Rhythmus 21”, de Hans Richter, do ano de 1921.
Como compositor, Nassif travou contato com vários musicistas de destaque em seus respectivos instrumentos durante a concepção de novas obras, como o francês Pierre-Ives Artaud.
Ensembles como o cross art ensemble de Stuttgart têm apresentado suas obras em diversos países. Em 2013 seus integrantes fizeram a estreia brasileira de seu trio suonare, ascoltare, trasfigurare em Curitiba na Bienal Música Hoje em programa com obras de outros compositores atuais de relevância como Marcos Balter.
O quarteto de violões corda nova encomendou a sua obra silhuetas de uma dança imaginária que foi apresentada inicialmente em cerca de dez concertos. Posteriormente a obra foi apresentada por diversos quartetos no exterior como na ópera de Tóquio onde venceu o Irino Prize. O trabalho com multifônicos de violões nessa obra foi tópico de pesquisa da violonista e pesquisadora Rita Torres. 
Nassif foi o primeiro compositor a estagiar formalmente no coro da SWR (Alemanha), em 2013-14.  Compôs sob encomenda da SWR a obra bilíngue eu gostaria de ouvir / ich möchte es gerne hören para 6 vozes mistas cantando e recitando textos enquanto se movem no espaço da performance.
O músico e pesquisador Pedro Amorim Filho destaca em seu trabalho de Doutorado Compor no Mundo um aspecto que ele vê como místico na atitude musical de Nassif, citando uma entrevista que o compositor concedeu a ele em 2012:
Eu acredito que, através de mim, a música se torna.— Nassif em entrevista de 2012 citado por Pedro Amorim Filho.
O interesse de Nassif por temas espirituais o levou a travar contato com mestres tibetanos e a atuar, dentre outros, em traduções e edições em português de textos e livros litúrgicos ligados ao Tantra de Kalachakra e Shambhala.

## Repercussão
O maestro Aylton Escobar, entrevistado por Edino Krieger em 2013, citou Nassif como uma das principais vozes da música brasileira de concerto atual.
A compositora e pesquisadora Tatiana Catanzaro registrou suas impressões sobre uma obra experimental de Nassif para músicos com taças de cristais afinadas ao redor do público:
Rafael Nassif, em "um vitral no tempo" (2010)...cria um universo sonoro inspirado na ideia de sons de cristais sibilantes que se superpõem, e que levam à uma transformação gradativa da cor resultante do espectro  sonoro [...]— Tatiana Catanzaro em "A Música Brasileira em 2012"
Marta Castello Branco, professora da UFJF e Doutora pela UdK de Berlim, descreve em seu livro Reflexões sobre Música e Técnica os múltiplos aspectos de interação entre compositor e intérprete a partir da concepção de “...como os regatos e as árvores” de Nassif.
Justamente o compositor, que se dedicou ao estudo detalhado dos símbolos, demonstrou prontidão em transcendê-los na interpretação. Seus sussurros soam como se não estivessem escritos, pois eles estabelecem uma direção musical que nos permite percorrer também o sentido das palavras. Assim, a flauta segue a pronunciação e se torna impertinente pensar em whistle tones, frullati ou mesmo em técnica expandida, como conceitos. Perante o direcionamento provocado pela fala, os símbolos recuam.— Marta Castello Branco
Nassif excluiu o duo “...como os regatos e as árvores” (2006) e várias outras obras como a sua peça longa de orquestra outras cores sob véus (2008-9) de seu catálogo oficial. Em 2009, uma nova versão do duo para trio de flauta, flauta em sol e voz recitante (excluindo o canto) foi apresentada na Sala Sergio Magnani.
Sobre a primeira obra orquestral de Nassif, véus sobre cores, o Doutor em Linguística e Professor da UFMG Oiliam Lanna escreveu:
Na obra premiada de Rafael Nassif, o tecido composicional ora desvela, ora encobre a trama, articulado de modo a provocar a fantasia do ouvinte. A partir do coro de trompas, cuja estabilidade harmônica é submetida a sutis perturbações tímbricas, são esboçadas paisagens, atmosferas, delineando um percurso que se conclui em uma plaga de cristal. Mas a transmutação sonora é orgânica, não mera roupagem, e participa de uma onda sonora que se assemelha a uma vasta ársis, “informe e multiforme”, para lembrar aqui uma feliz expressão de Baudelaire.
 
A obra requer escuta ativa – atenta às sutilezas harmônicas, às variações de volume, às melodias de timbres –, participativa, porque o compositor parece compartilhar com o ouvinte o sentido de completude da obra. As invenções orquestrais e harmônicas, onipresentes, podem disfarçar uma rítmica quase imponderável, amétrica, atemporal. Podem ocultar uma condução melódica quase imperceptível, como um cantus firmus, mas subterrânea.
 
véus sobre cores, verdadeira incitação sinestésica, compõe um afresco sonoro de rica perspectiva, cujo ponto de fuga é o silêncio.— Oiliam Lanna: véus sob cores

## Obras
Lista selecionada de obras estreadas (seleção apenas):

### Orquestral
- mindfulness of breathing (2018) para um instrumento de sopro solo e orquestra (ao redor dos ouvintes)
- véus sobre cores (2007) para orquestra
- noturno (2006) para orquestra de cordas

### Ensemble
- blessing the speech (2020) para 8 musicistas (e regente) tocando seus instrumentos enquanto recitam o alfabeto sânscrito
- om manipadme hum (2019) para vozes e instrumentos em afinação justa [instrumentação não determinada exatamente]
- esboço de monumento (2012) para 17 instrumentos de sopro (ou banda de sopros) e percussão opcional
- floresta anônima (2010-11) para um conjunto de 11 instrumentos de sopro de palhetas duplas ao redor do público
- um vitral no tempo (2009-10) para oito musicistas ao redor do público com taças de cristal afinadas

### Música de Câmara instrumental

#### Solos
- as soon as the kimnara king druma started to play his lute, (2020) para violão
- empty-forms (2016) para cravo
- ainda que sob véus (2010-12) para piano
- esboço de pavana (2008-9) para violoncelo
- como interrupção (2006) para flauta
- impressões (2000) para flauta

#### Duos
- mārīcī (2021-22) para dois claronistas e áudios com mantras gravados para soarem nos seus próprios celulares, tocando os seus instrumentos em lados opostos do palco e, se apropriado, posicionados fora do palco ao redor do público
- same taste (2018) para clarinete (e clarone, opcionalmente também clarinete contrabaixo) e violino

#### Trios
- karuna (2015; 2017) para um trio de flauta contralto, violoncelo e contrabaixo ao redor de um ouvinte só ou um grupo pequeno de ouvintes
- suonare, ascoltare, trasfigurare (2012-13) para violino, violoncelo e piano
- caminho a desvelar (2009-10; 2011) para clarinete, violoncelo e piano
- a desvelar caminho (2009-10; 2011) para clarinete, viola e piano

#### Quartetos
- present, without expectations (2015-16) para quarteto de cordas
- musica d'incanto (2011-13) para um oboé e um trio de instrumentos graves posicionados distantes uns dos outros: contrafagote, contrabaixo e tuba contrabaixo
- trio etereo (2011-12) para um oboé invisível e um trio de instrumentos graves posicionados distantes uns dos outros (contrafagote, contrabaixo e tuba contrabaixo), se apropriado, ao redor do público
- silhuetas de uma dança imaginária (2009-10) para quarteto de violões

#### Quintetos
- Guru Rinpoche Litany (2021-22) para quinteto de palhetas (oboé, clarinete/clarone, saxofone, fagote)

### Música de Câmara para Vozes e Instrumentos
- Lesung bei Alois (2020) para uma voz recitante e cinco musicistas com instrumentos de música folclórica austríaca ao redor do público e áudios para soarem a partir de seus próprios celulares: cítara, viola de roda, concertina da Estíria ou acordeão, gaita de foles e pequeno cymbalom
- last album (2019), um quarteto para voz, instrumento de sopro, violoncelo e piano (voz: soprano, alternativamente contratenor ou mezzo; há várias possibilidades para o instrumento de sopro: oboé + corne-inglês / opcionalmente oboé d'amore, museta, lupophone; ou clarineta / opcionalmente clarineta sopranino, clarone ou basset-horn; ou sax soprano, ou sopranino + alto ou tenor; ou trompete ou fluegelhorn / opcionalmente trompete piccolo)
- flow of knowing (2015-16) para três vozes femininas com taças de cristal em afinação justa

### Música Vocal e Coral
- eu gostaria de ouvir / ich wuerde es gerne hoeren (2013-14) para seis vozes mistas cantando e recitando textos enquanto se movem no espaço
- salve silma (2009) para coro de meninos (ou coro feminino) e órgão opcional
- os olhos são a luz do corpo (2007) para três coros e trombones
- ballo padano (2007) para três vozes femininas ou coro feminino
- hip! hip! hoover! (2004) para três vozes masculinas ou coro masculino

### Música com Dança
- dust devil (2015) para três dançarinas/vocalistas (em cooperação com a coreógrafa turca Özlem Alkış)

### Obras de Áudio
- Tārā Offering for Rinpoche (2021), áudio playback de baixa qualidade para reprodução em celular/tablet/laptop/fones de ouvido
- Rinpoche's Name Mantras (2020), áudio playback de baixa qualidade para reprodução em celular/tablet/laptop/fones de ouvido
- schlager fuer fortgeschrittene (2013, em português: paradas de sucesso para ouvintes avançados), áudio playback
- werk_statt_incanto (2012), áudio playback em quatro partes para serem apresentadas durante as trocas de palco de um concerto

### Instalação Sonora
- the artists meeting (2014-15) para 13 auto-falantes (versão completa ainda inédita)

### Obras de Áudio para Filme Mudo Abstrato
- a mizmar happening (2011) para o filme mudo Rhythmus 21 (1921) de Hans Richter
- still life with music by piet mondrian (2011) para o filme mudo Rhythmus 21 de H. Richter